# Чилийский национальный плебисцит (2022)
Чилийский национальный плебисцит по вопросу принятия новой конституции Чили прошёл 4 сентября 2022 года. Проект конституции был отклонён 61,87% избирателей. Он был раскритикован за то, что был «слишком длинным, левым и радикальным».

## Дата
Изначально предполагалось, что плебисцит состоится либо в сентябре 2021, либо в марте 2022 года, в зависимости от продолжительности работы избранного в мае 2021 года Конституционного конвента. В апреле 2022 года было объявлено о проведении референдума 4 сентября 2022 года.

## Позиции политических партий
| Позиция | Партия                                   | Партия                                               | Политическая ориентация   | Лидер                 | Источник |
| ------- | ---------------------------------------- | ---------------------------------------------------- | ------------------------- | --------------------- | -------- |
| За      | Одобряю достоинство (AD)                 |                                                      | Прогрессивизм             | Габриэль Борич        | [ 6 ]    |
| За      | Одобряю достоинство (AD)                 | Демократическая революция (RD)                       | Демократический социализм | Juan Ignacio Latorre  | [ 6 ]    |
| За      | Одобряю достоинство (AD)                 | Социальная конвергенция (CS)                         | Либертарный социализм     | Alondra Arellano      | [ 6 ]    |
| За      | Одобряю достоинство (AD)                 | Комунны                                              | Социализм 21 века         | Marco Velarde         | [ 6 ]    |
| За      | Одобряю достоинство (AD)                 | Коммунистическая партия Чили (PCCh)                  | Коммунизм                 | Guillermo Teillier    | [ 6 ]    |
| За      | Одобряю достоинство (AD)                 | Социальная зелёная регионалистская федерация (FREVS) | Регионализм               | Flavia Torrealba Diaz | [ 6 ]    |
| За      | Одобряю достоинство (AD)                 | Гуманистическое действие (AH)                        | Гуманизм                  | Tomás Hirsch          | [ 6 ]    |
| За      | Одобряю достоинство (AD)                 | Движение «Unir» (UNIR)                               | Прогрессивизм             | Marcelo Díaz          | [ 6 ]    |
| За      | Демократический социализм (SD)           |                                                      | Социал-демократия         |                       | [ 6 ]    |
| За      | Демократический социализм (SD)           | Социалистическая партия Чили (PS)                    | Социал-демократия         | Paulina Vodanovic     | [ 6 ]    |
| За      | Демократический социализм (SD)           | Партия за демократию (PPD)                           | Прогрессивизм             | Natalia Piergentili   | [ 6 ]    |
| За      | Демократический социализм (SD)           | Радикальная партия Чили (PR)                         | Социал-либерализм         | Leonardo Cubillos     | [ 6 ]    |
| За      | Демократический социализм (SD)           | Либеральная партия Чили (PL)                         | Социал-либерализм         | Vlado Mirosevic       | [ 6 ]    |
| За      | Христианско-демократическая партия (PDC) | Христианско-демократическая партия (PDC)             | Христианская демократия   | Felipe Delpin         | [ 7 ]    |
| За      | Гуманистическая партия (PH)              | Гуманистическая партия (PH)                          | Гуманизм                  | Natalia Ibáñez        | [ 8 ]    |
| За      | Зелёная экологическая партия (PEV)       | Зелёная экологическая партия (PEV)                   | Зелёная политика          | Félix González Gatica | [ 9 ]    |
| Против  | Чили, вперёд! (ChV)                      |                                                      | Либерал-консерватизм      | Sebastián Sichel      | [ 10 ]   |
| Против  | Чили, вперёд! (ChV)                      | Независимый демократический союз (UDI)               | Консерватизм              | Javier Macaya         | [ 10 ]   |
| Против  | Чили, вперёд! (ChV)                      | Национальное обновление (RN)                         | Консерватизм              | Francisco Chahuán     | [ 10 ]   |
| Против  | Чили, вперёд! (ChV)                      | Политическая эволюция (Evópoli)                      | Классический либерализм   | Luz Poblete Coddou    | [ 10 ]   |
| Против  | Республиканская партия (PLR)             | Республиканская партия (PLR)                         | Национал-консерватизм     | Rojo Edwards          | [ 11 ]   |
| Против  | Партия народа (PDG)                      | Партия народа (PDG)                                  | Популизм                  | Franco Parisi         | [ 12 ]   |

## Вопрос плебисцита
Одобряете ли вы текст новой Конституции, предложенный Конституционным конвентом?
Оригинальный текст (исп.)¿Aprueba usted el texto de Nueva Constitución propuesto por la Convención Constitucional?

## Опросы
Отношение к новой конституции у граждан Чили постепенно становилось негативным. По результатам опроса, проведённого в августе 2021 года, 49% опрошенных считали, что конституция окажет положительное влияние на страну. К маю 2022 года это число снизилось до 36%, а к июлю — до 23%. Не лучше обстояла ситуация и с представительством в Конституционном конвенте: 59% опрошенных считали, что Конвент не представлял всё общество страны, а 63% не считали, что в Конвенте были представители их политических взглядов.